# 大統領官邸 (ナウル)
ナウル大統領官邸 (英語:State House, Nauru)は、ナウルの首都アネタン地区に位置しているナウル大統領の官邸。

## 歴史
- 2001～2008年 - 難民キャンプが設立される[2]
- 2010 – 学校設立
- 2010年- 火災により建物の一部が焼失
- 2011 - 再びナウル大統領の公邸となる

## 官邸内
官邸内には大統領の執務室の他に大統領の公邸、大統領府事務所が設置されている。